# Ermita del Cristo del Calvario (Tabernes de Valldigna)
La Ermita del Cristo del Calvario –también conocida como Ermita del Calvario y Ermita del Santísimo Cristo de la Sangre- es un templo situado en las calles del Mur y Jardins,  al pie de la montaña de Les Creus, en la parte alta de Tabernes de Valldigna (Valencia) España. Es Bien de Relevancia Local con identificador número 46.25.238-001.
En ella se celebra culto domingos y festivos. Depende en lo eclesiástico de la parroquia de San Pedro.

## Historia
El edificio fue acabado en 1874, según consta en la base de la espadaña. Con anterioridad hubo en el lugar otra ermita bajo la advocación del Cristo de la Agonía. La devoción local por el Cristo de la Sangre se desarrolló ampliamente a partir de la epidemia de cólera de 1885, ya que la opinión popular vinculó al Cristo con el final de la enfermedad.

## Descripción
Situada en la parte alta de la población y está orientado hacia el pueblo. Frente al templo, y descendiendo hacia el núcleo urbano, se extiende el Vía Crucis, que presenta casalicios blancos y cipreses. Hasta 1936 conservaba varios ejemplares de estos árboles cuya antigüedad se remontaba al siglo XVI.
La fachada es barroca y está adornada con sillares. Dos pilastras rematadas por jarrones la dividen en tres sectores verticales. La espadaña, en la que figura la fecha 1885, queda entre los jarrones.
El acceso a la puerta principal se realiza por una amplia grada de tres escalones. Sobre la puerta hay un vano de medio punto ocupado por un retablo cerámico que representa la estación del Vía Crucis correspondiente a la muerte de Jesucristo en la Cruz. A ambos lados hay dos globos luminosos que difieren del estilo del resto de la fachada. En el centro del frontón se abre un óculo con una vidriera de colores. Flanqueando la puerta principal existen otras dos más pequeñas de medio punto, de las que sólo una es practicable, pues la otra es un vano. Sobre ambas puertas menores figuran sendas hornacinas vacías. 
El interior es de una única nave, cubierta por bóveda de cañón con un artesonado lujosamente decorado. Tiene el coro a los pies, y en ambas paredes laterales hay dos pilastras acanaladas con capiteles corintios que sostienen el cornisamiento. Se encuentra en estos paramentos dos hornacinas con imágenes de la Dolorosa y el Ecce-Homo. El altar es de estilo neoclásico. Está adornado con dorados. En su nicho se venera la imagen del titular, que es posterior a 1939. A sus pies tiene una reproducción del Cáliz de la Última Cena.